# CENSIS
CENSIS(Centro Studi Investimenti Sociali, 사회 투자 연구원)는 1964년에 설립된 이탈리아의 사회경제연구 기관이다. 1973년에는 몇몇 공기업과 사기업의 참여 덕분에, 이탈리아 대통령령에 따른 법인기구화되었다. 거의 40년 이상 이탈리아의 사회 전반 각 분야(교육, 직업, 복지, 환경, 경제, 문화 등)에 대한 학술연구와 컨설팅 활동을 해오고 있다. 정부와 각급 부처, 상/하위 행정기관, 지방자치단체(레조네, 프로빈차, 꼬뮤네 등) 등을 위한 필수적인 연구 및 컨설팅을 제공할 뿐만 아니라, 공공분야의 대기업과 대규모의 사기업, 그리고 국가조직 및 국제조직 등을 위해서도 활동한다. CENSIS의 연구 활동 및 그 발표는 큰 공신력을 가지며, 장기 발전 프로그램을 위한 계획을 위해 고려된다.
1993년부터 현재, CENSIS 총괄원장은 사회학자 주세페 로마이다.